# Goshen, New Hampshire
Goshen este un orășel în comitatul Sullivan, statul New Hampshire, Statele Unite ale Americii. Populația orașului a fost 741 loc. la recensământul din 2000. iar în anul 2009 a fost estimată la 822 loc. Goshen este amplasat la altitudinea de 296 m deasupra n.m. și ocupă o suprafață de 58.5 km2 din care 58.2 km2 este uscat.

## Personalități marcante
- John Williams Gunnison, explorator